# Rheocricotopus
Rheocricotopus is een muggengeslacht uit de familie van de Dansmuggen (Chironomidae).

## Soorten
- R. amplicristatus Saether, 1985
- R. atripes (Kieffer, 1913)
- R. conflusirus Saether, 1985
- R. chalybeatus (Edwards, 1929)
- R. chapmani (Edwards, 1935)
- R. effusoides Saether, 1985
- R. effusus (Walker, 1856)
- R. eminellobus Saether, 1969
- R. fuscipes (Kieffer, 1909)
- R. gallicus Lehmann, 1969
- R. glabricollis (Meigen, 1830)
- R. notabilis Caspers, 1987
- R. pauciseta Saether, 1969
- R. reduncus Saether & Schnell, 1988
- R. robacki (Beck and Beck, 1964)
- R. subacutus Caspers & Reiss, 1989
- R. tirolus Lehmann, 1969
- R. tuberculatus Caldwell, 1984
- R. unidentatus Saether and Schnell, 1988